# Сасахара, Сёдзо
Сёдзо Сасахара (яп. 笹原 正三; 28 июля 1929, Ямагата — 5 марта 2023) — японский борец вольного стиля, олимпийский чемпион и чемпион мира, призёр Кубка мира.

## Биография
Родился 28 июля 1929 года в Ямагате, окончил Университет Тюо.
В 1954 году Сёдзо Сасахара завоевал золотую медаль чемпионата мира в Токио.
Он начал заниматься борьбой в университете Тюо, служил знаменосцем японской команды на Олимпийских играх 1956 года в Мельбурне, выиграл золотую медаль весовой категории до 62 кг в соревнованиях по борьбе (вольный стиль и полулёгкий вес), а его специальность была «Матасаки». Он был национальным тренером по вольной борьбе на Олимпийских играх в Токио.
Он был вице-президентом Международной федерации борьбы, вице-президентом JOC, руководителем команды Летней Универсиады 1995 года вице-президентом японской команды на Олимпийских играх в Сиднее и был президентом Японской ассоциации борьбы с 1989 года по 2003 год. В 2006 году он был занесён в Зал славы Международной федерации борьбы.
Он также являлся вице-президентом Японской ассоциации олимпийцев.
Помимо борьбы, в 1980 году изобрел "связанный теннис", который представляет собой форму тенниса, в которой играют на корте небольшого размера, в следующем году основал Японскую ассоциацию тенниса и стал её первым председателем.
В октябре 2018 года золотая медаль Олимпийских игр в Мельбурне была передана в дар муниципальной коммерческой средней школе Ямагаты, альма-матер Сасахары. В отчёте также указано, что около четырёх лет назад у него был инсульт, и ему было трудно ходить и говорить.
Скончался в 0:11 утра 5 марта 2023 года. В возрасте 93 года.